# 含著香煙的骸骨
《含著香煙的骸骨》（Kop van een skelet met brandende sigaret）是荷蘭後印象派畫家文森·梵谷的早期作品。這幅未註明日期的小幅油畫描繪了一具骷髏和一支香煙，目前是阿姆斯特丹梵谷博物館的永久收藏。
這幅畫很可能創作於1885-86年的冬天，是對保守學術實踐的諷刺。在使用活人作為模型普及之前，學術研究的常規內容包括研究骨骼以加深對人體解剖學的理解。當時，梵谷在比利時安特衛普皇家美術學院上課。後來梵谷表示，這些課程枯燥乏味，什麼也沒學到。
梵谷在安特衛普時期的另一幅作品中也加入了骷髏，這是一幅「懸掛的骷髏和貓」的草圖。